# Helicogonium
Helicogonium — рід грибів родини Helicogoniaceae. Назва вперше опублікована 1942 року.